# 卡雷帕
卡雷帕是哥倫比亞的城鎮，位於該國西北部，由安蒂奧基亞省負責管轄，距離首府麥德林329公里，始建於1950年，面積380平方公里，海拔高度28米，2002年人口42,075。
7°46′N 76°40′W / 7.767°N 76.667°W